# Abolitionisme (prostitutie)
Rond 1880 introduceerde de vrouwenbeweging de term abolitionisme voor haar strijd tegen de prostitutie, omdat zij prostitutie zag als vorm van slavernij. Ze stelde dat prostitutie een inherent kwalijke activiteit is en derhalve uitgeroeid dient te worden. Abolitionisten staan tegenover reglementaristen die een regulering van deze activiteit voorstaan.
Internationaal gezien speelde Josephine Butler een rol. In Nederland is de abolitionistische beweging voortgekomen uit een monsterverbond van de opkomende Nederlandse Vrouwenbeweging en orthodox-protestantse groepen.